# SN 2010el
SN 2010el – supernowa typu Iax odkryta 19 czerwca 2010 roku w galaktyce NGC 1566. W momencie odkrycia miała maksymalną jasność 16,80m.